# لوسیتانی‌ها
مقالات مرتبط: آیبری‌ها، گسترش روم در آیبریا

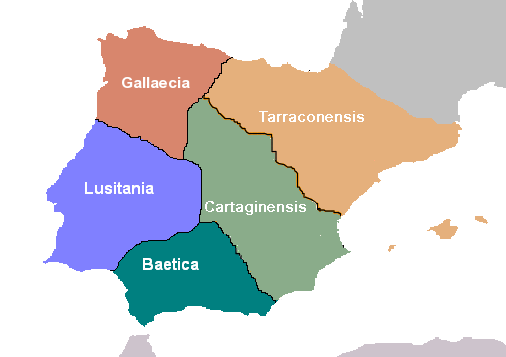
نقشه ای که گستره نفوذ قبایل لوسیتانی (رنگ بنفش) را در آیبریا در قرن سوم قبل از میلاد نشان می‌دهد.

لوسِتانی‌ها یا لوسیتانیایی‌ها(به انگلیسی: lusitanians) مردمانی (مجموعه قبایل متحد) آیبریایی بودند که در غربی‌ترین ناحیه این شبه جزیره (کشور پرتغال امروزی به علاوه نواحی از غرب و شمال غرب اسپانیا) در دوران باستان زندگی می‌کردند. در دوران جمهوری، این سرزمین و نواحی اطراف آن به روم ملحق گردید و استانی با نام لوسیتانیا تشکیل شد.
در سه صده قبل از میلاد به خصوص در کشمکش‌های میان کارتاژ و روم در آیبریا، این قبایل آیبری از جمله لوسیتانی‌ها نقش پررنگی را ایفا کردند اما در نهایت تمام شبه جزیره به دست روم افتاد.

## تاریخ

#### اصل و نسب
فرانتینوس نویسنده رومی (۴۰–۱۳۰ میلادی) از رهبر لوسیتانیایی ویریاتوس، به عنوان رهبر سلتیبری‌ها در جنگ این اقوام علیه رومیان یاد می‌کند. دیودوروس سیکولوس، مورخ یونانی-رومی، نام یک قبیله سلتی دیگر را به آنها نسبت داده‌است: «کسانی که لوسیتانیان نامیده می‌شوند، شجاع‌ترین از همه، شبیه به سیمبری‌ها ((cimbri) قبیله ای ژرمنی) هستند». به گفته پیشگو آرتمیدوروس، لوسیتانیان را بلیتانیان نیز می‌نامیدند.
استرابو تاریخ‌نگار یونانی، لوسیتانی را از قبایل ایبری جدا می‌کرد و آنها را سلتیبریایی می‌دانست که در زمان‌های قدیم به اوسترمینیس معروف بودند.با این حال، بر اساس یافته‌های باستان‌شناسی، به نظر می‌رسد که لوسیتانی‌ها و وتون‌ها عمدتاً جمعیت‌های هندواروپایی ماقبل سلتی بوده‌اند (قبل از سلتیزه شدن آیبریا در ناحیه می‌زیستند) که عناصر فرهنگ سلتی را از طریق ارتباط نزدیک پذیرفته‌اند، بنابراین علت دسته‌بندی لوسیتانی‌ها در زمره مردم سلتیبری توسط استرابون نامشخص است.
از سوی دیگر، پلینی بزرگ و پومپونیوس ملا در نوشته‌های جغرافیایی خود، لوسیتانی‌ها را از گروه‌های سلتی همسایه مانند آرتابریان متمایز می‌کردند.استان رومی ابتدائی لوسیتانیا به‌طور خلاصه شامل سرزمین‌های آستوریا و گالسیا می‌شد، اما این استان‌ها به زودی به حوزه قضایی استان تاراکوننسیس در شمال واگذار شدند، در حالی که ناحیه جنوب با نام استان لوسیتانیا و وتونس باقی ماند. به زودی، گالیسیا به استانی جدا تبدیل شد (که بسیاری از گالیسیا مدرن و پرتغال شمالی را می‌گیرد). پس از این، مرز شمالی لوسیتانیا در امتداد رودخانه دورو بود، در حالی که مرز شرقی آن از طریق سالامانتیکا و کائساروبزیگ (Caesarobriga) به رودخانه آناس (Anas (Guadiana)) می‌رسید.

##### رویارویی با رومی‌ها
مقالات مرتبط: جنگ‌های لوسیتانی
مزدورانی از قبایل لوسیتانی بین سالهای ۲۱۸ تا ۲۰۱ قبل از میلاد در طول جنگ پونیک دوم علیه روم برای کارتاژ جنگیدند. سیلیوس ایتالیکوس مزدوران لوسیتانی را در جنگ علیه روم در یک گردان ترکیبی با گالیسی و رهبری هر دو توسط فرماندهی به نام ویریاتوس توصیف می‌کند. به گفته لیوی، در شمال ایتالیا هر زمان که میدان برای سواره نظام نومیدی(numidian cavalary) (سبک سواران معروف هانیبال) تنگ می‌شد و کارزار سخت می‌گردید، سواره نظام لوسیتانی و سلتیبری وارد کارزار می‌شدند.